# Schahriston-Tunnel
Der Schahriston-Tunnel (tadschikisch Шаҳристон, russisch Шахристан, Schachristan, englische Umschrift Shahriston) ist ein 5253 Meter langer Straßentunnel in der Provinz Sughd im Norden von Tadschikistan, welcher die Landeshauptstadt Duschanbe mit der Provinzhauptstadt Chudschand verbindet und die vorherige Passstraße über die Turkestankette mit 3378 Metern Höhe ersetzt.

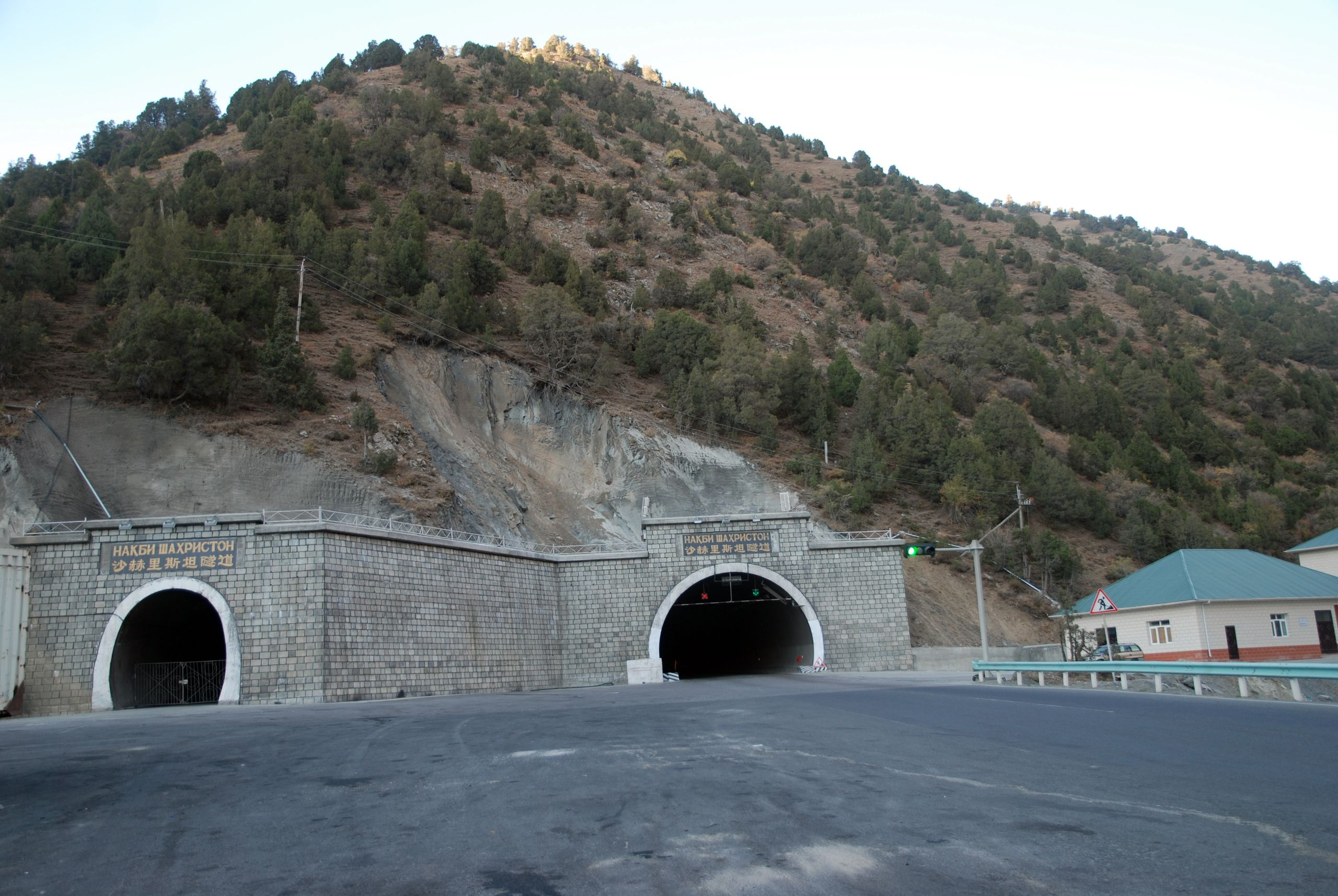
Nördlicher Tunneleingang

Der Tunnel wurde von 2006 bis 2012 von der China Road and Bridge Corporation (CRBC), die mit dem Ausbau der gesamten Strecke betraut ist, für 51,7 Millionen  US-Dollar erbaut. Er stellt die einzige Straßenverbindung zwischen der Hauptstadt und dem Ferghanatal dar. Die vorherige Straße über den Schahriston-Pass war im Winter nicht befahrbar.
Im Unterschied zum Ansob-Tunnel auf derselben Strecke zwischen Duschanbe und Aini ist dieser Tunnel asphaltiert und in einem guten Zustand. Die Entfernung zwischen Aini im Süden und dem ersten größeren Ort nördlich des Tunnels, Schahriston, beträgt etwa 76 Kilometer.